# San Francisco kommun, Atlántida
San Francisco är en kommun i Honduras.   Den ligger i departementet Atlántida, i den centrala delen av landet, 180 km norr om huvudstaden Tegucigalpa. Antalet invånare är 10 683. Arean är 284 kvadratkilometer.
Terrängen i San Francisco är varierad.